# Винни-Пух (повесть)
«Ви́нни-Пух» (англ. Winnie-the-Pooh) — детская повесть Алана Милна, впервые опубликованная в 1926 году. Иллюстратором первого издания выступил известный художник Эрнест Шепард. Первая из двух повестей о приключениях Винни-Пуха и его друзей (вторая — «Дом на Пуховой опушке», вышла в 1928 году). По книге было снято несколько художественных фильмов, полнометражных мультфильмов, мультсериалов, сделан ряд видеоигр.

## Предыстория и публикация

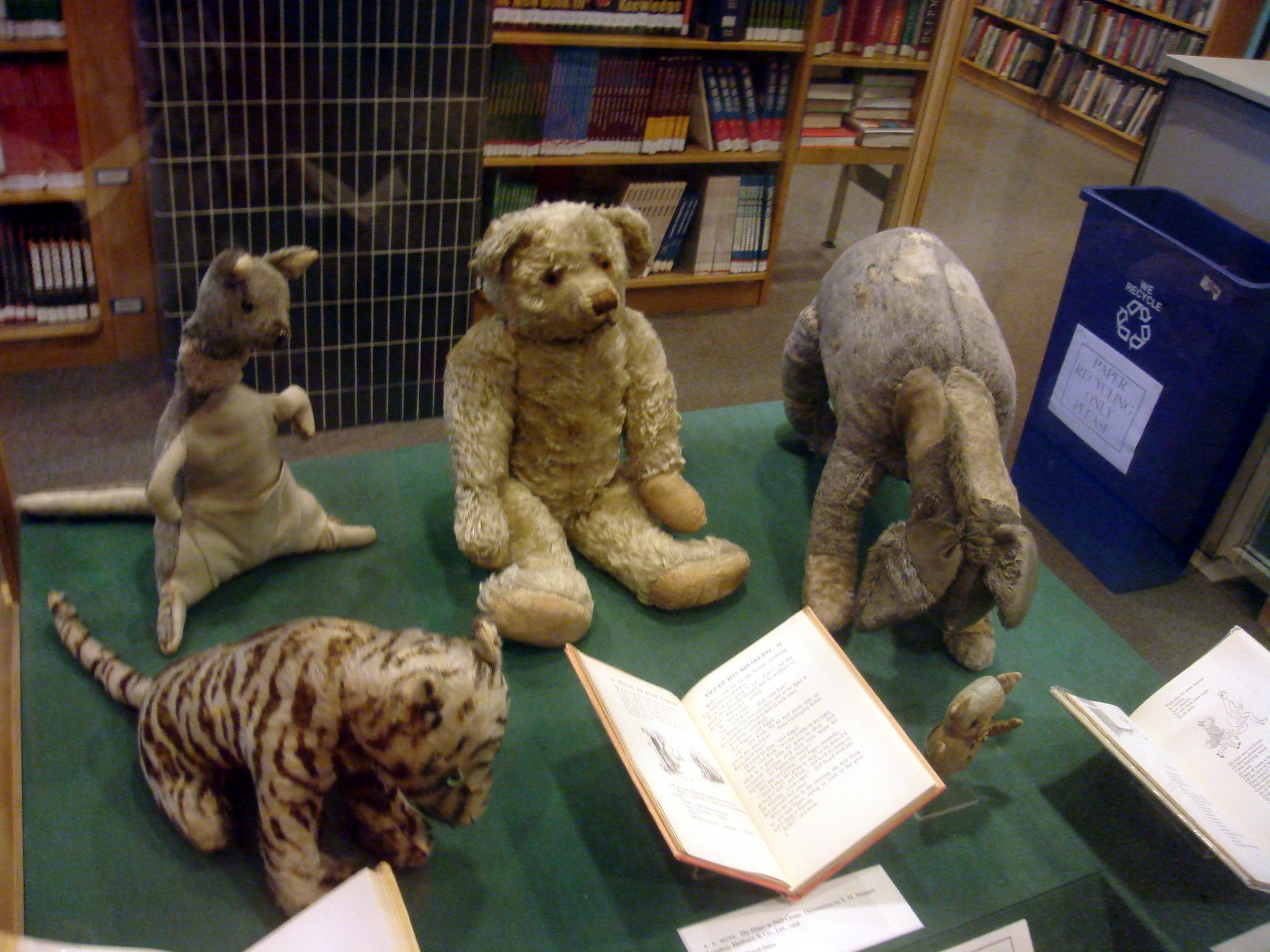
Главные герои «Винни-Пуха» — настоящие игрушки Кристофера Робина.

В 1924 году свет увидел сборник стихотворений «Когда мы были совсем маленькими» (автор — Алан Милн, иллюстрации — Эрнест Шепард). Главным героем нескольких стихотворений был плюшевый мишка, созданный по образу игрушки сына Шепарда. После этого художник посоветовал Милну написать об игрушках его сына Кристофера Робина Милна, так вскоре появился «Винни-Пух». Книга увидела свет 14 октября 1926 года.

## Содержание

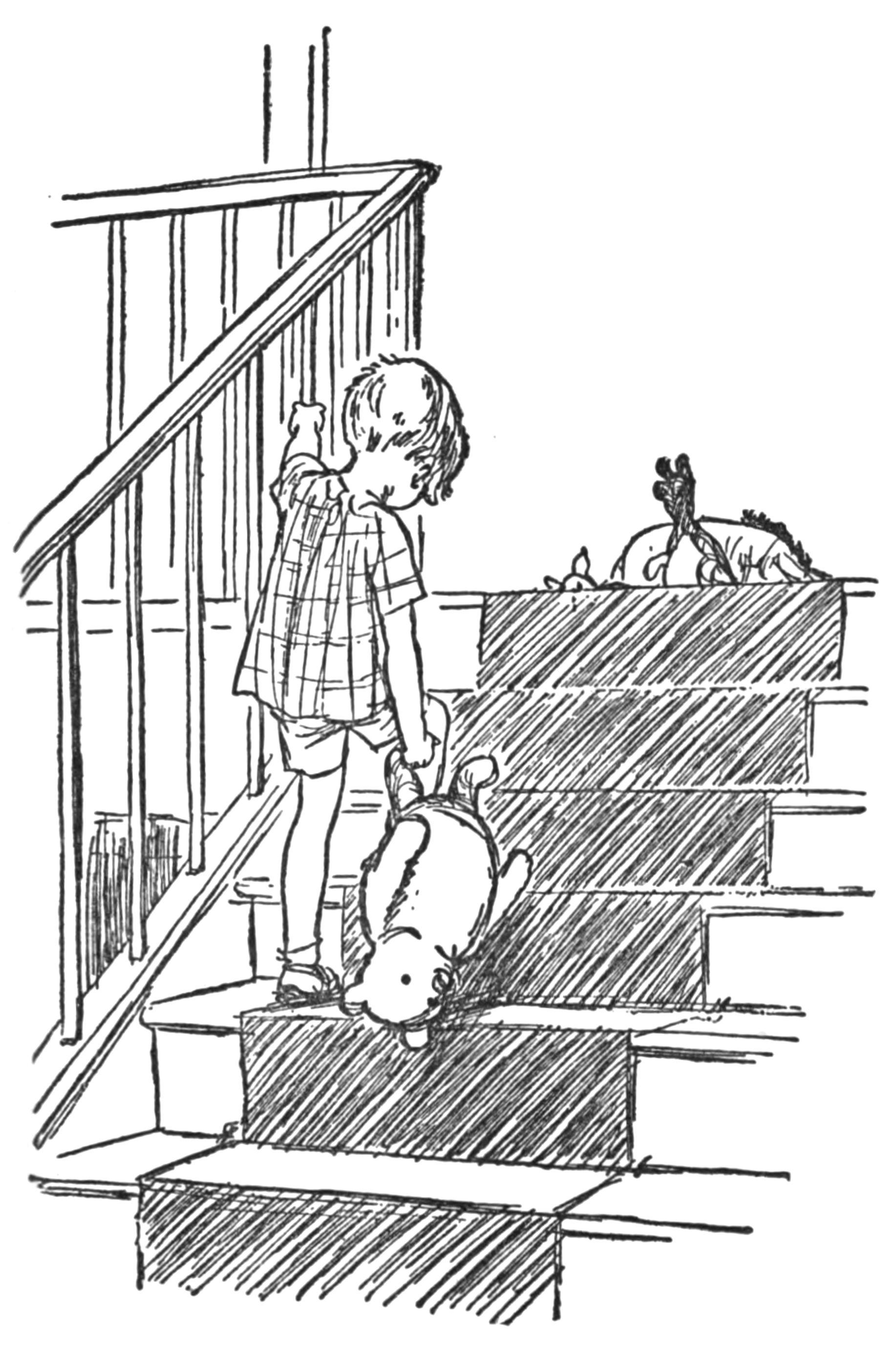
Иллюстрация Эрнеста Шепарда к первой главе первого издания «Винни-Пуха» (1926).

Некоторые главы книги не являются абсолютно оригинальными произведениями, а переработаны Милном из своих более ранних рассказов, в своё время опубликованных в журналах Punch, St. Nicholas, Vanity Fair и других. Например, первая глава является переработкой рассказа «Неправильные пчёлы», опубликованного им в газете London Evening News в декабре 1925 года. Некоторые исследователи обвиняют Милна (это касается этой самой первой главы) в плагиате: Росс Килпатрик в своей работе 1998 года заявил, что сюжет этой главы очень схож с сюжетом рассказа «Пчелиное дерево Плюшевого медвежонка» (сборник «Малыши в лесу»), написанного канадским писателем Чарльзом Джорджем Дугласом Робертсом в 1912 году.
Главы книги можно читать по отдельности: «Винни-Пух», можно сказать, является не повестью, а сборником рассказов. Исключение — взаимосвязанные главы 9 и 10.
В оригинале книга состоит из десяти глав, в переводе-переработке Бориса Заходера их количество увеличилось до восемнадцати (он также перевёл «Дом на Пуховой опушке» и поместил обе книги под одной обложкой).
Название каждой главы вкратце описывает, о чём в ней пойдёт речь.
1. Глава первая, в которой мы знакомимся с Винни-Пухом и несколькими пчёлами[4]
In Which We Are Introduced to Winnie the Pooh and Some Bees and the Stories Begin
2. Глава вторая, в которой Винни-Пух пошёл в гости, а попал в безвыходное положение
In Which Pooh Goes Visiting and Gets into a Tight Place
3. Глава третья, в которой Пух и Пятачок отправились на охоту и чуть-чуть не поймали Буку
In Which Pooh and Piglet Go Hunting and Nearly Catch a Woozle
4. Глава четвертая, в которой Иа-Иа теряет хвост, а Пух находит
In Which Eeyore Loses a Tail and Pooh Finds One
5. Глава пятая, в которой Пятачок встречает Слонопотама
In Which Piglet Meets a Heffalump
6. Глава шестая, в которой у Иа-Иа был День Рождения, а Пятачок чуть-чуть не улетел на Луну
In Which Eeyore has a Birthday and Gets Two Presents
7. Глава седьмая, в которой Кенга и крошка Ру появляются в лесу, а Пятачок принимает ванну
In Which Kanga and Baby Roo Come to the Forest and Piglet has a Bath
8. Глава восьмая, в которой Кристофер Робин организует «искпедицию» к Северному полюсу
In Which Christopher Robin Leads an Expotition to the North Pole
9. Глава девятая, в которой Пятачок совершенно окружён водой
In Which Piglet is Entirely Surrounded by Water
10. Глава восемнадцатая, в которой мы оставляем Кристофера Робина и Винни-Пуха в зачарованном месте
In Which Christopher Robin Gives Pooh a Party and We Say Goodbye

## Приём и критика
«Винни-Пух» увидел свет 14 октября 1926 года. В Великобритании её издало Methuen Publishing, в США — E. P. Dutton. Первая сотня книг как первого так и второго издательства были лично подписаны Аланом Милном. Книга была хорошо принята читателями и имела значительный коммерческий успех, разошедшись тиражом в 150 000 экземпляров за два с половиной месяца (до конца 1926 года). В будущем «Винни-Пух» стал самой известной книгой Милна (до «Винни-Пуха» он уже был довольно известным драматургом, однако успех этой книги приобрёл такие широкие масштабы, что другие произведения Милна сейчас практически неизвестны).
- Джон Роу Таунсенд[англ.]: «„Винни-Пух“ и „Дом на Пуховой опушке“ — это впечатляющий британский успех 1920-х годов»[7].
- The Elementary English Review: «Книга содержит восхитительную бессмыслицу и невероятно забавные иллюстрации»[8].
- В 2003 году «Винни-Пух» занял седьмую строчку в списке «200 лучших романов по версии Би-би-си»[9].
- В 2012 году «Винни-Пух» занял 26-ю строчку в списке «100 лучших детских повестей» по версии School Library Journal.

## Анализ
Критические анализы книги сходятся на том, что она представляет собой «сельскую Аркадию», отделённую от реальных проблем и лишённую целенаправленного подтекста.
Некоторые работы отмечают отсутствие положительных женских персонажей: единственный женский персонаж книги, Кенга, изображён как «плохая мать».
В 1963 году эссеист и литературный критик Фредерик Крюс опубликовал книгу «Пухова путаница» — это сатира на литературную критику, содержащая эссе фальшивых авторов о Винни-Пухе. Произведение представлено как попытка разобраться в «одной из величайших книг, когда-либо написанных», о значении которой «никто не может полностью согласиться». «Пухова путаница» оказала сдерживающее воздействие на любой содержательный анализ «Винни-Пуха», особенно в течение первых десяти лет после публикации.
Хотя «Винни-Пух» был опубликован вскоре после окончания Первой мировой войны, действие книги происходит в изолированном мире, свободном от серьёзных проблем, который учёная Пола Т. Коннолли описывает как «в значительной степени эдемский», а позже как Аркадию, резко контрастирующую с миром, в котором была создана книга. Она описывает книгу как ностальгию по «сельскому и невинному миру». «Винни-Пух» увидел свет ближе к концу эпохи, когда написание фантастических произведений для детей было очень популярным, иногда называемой Золотым веком детской литературы.
В своём эссе 1990 года писательница-академик Элисон Лури утверждает, что популярность «Винни-Пуха», несмотря на простоту, обусловлена его «универсальной привлекательностью» для людей, оказавшихся в «неблагоприятном социальном положении», и приводит детей в качестве одного из очевидных примеров этого. Она утверждает, что власть и мудрый статус, которые получает Кристофер Робин, также нравятся детям. Лури проводит параллель между обстановкой, которая кажется маленькой и лишённой агрессии, с большинством мероприятий, связанных с исследованиями, и детством Милна, которое он провел в маленькой пригородной однополой школе. Кроме того, сельский пейзаж без машин и дорог похож на его детскую жизнь в Эссексе и Кенте в конце XIX века. Она утверждает, что персонажи имеют огромную привлекательность, потому что они взяты из собственной жизни Милна и содержат общие чувства и характеры, встречающиеся в детстве, такие как мрачность (Иа-Иа) и застенчивость (Пятачок).
Кэрол Стрэнджер провела «феминистский» анализ книги. Главная её претензия к произведению заключается в том, что Кенга, единственный женский персонаж и мать Крошки Ру, постоянно изображается как плохая мать, ссылаясь на отрывок, в котором Кенга ошибочно принимает Пятачка за Крошку Ру и угрожает положить мыло ему в рот, если он будет сопротивляться принятию холодной ванны. Это, по её словам, заставляет читательниц либо отождествлять себя с Кенгой и «вызывать зависимость, боль, уязвимость и разочарование», которые многие дети испытывают по отношению к своим родителям (воспитателям), либо отождествлять себя с персонажами мужского пола и видеть Кенгу жестокой. Она также отмечает, что мать Кристофера Робина упоминается только в посвящении.

## Переводы
«Винни-Пух» переведён на семьдесят два языка, включая такие как африкаанс, чешский, финский и идиш. Латинский перевод 1958 года Winnie ille Pu стал первой книгой на иностранном (не английском) языке, попавшей в Список бестселлеров по версии The New York Times (1960). В 1972 году «Винни-Пух» был переведён на эсперанто под названием Winnie-La-Pu.
Книга дважды переводилась на польский язык, оба перевода заметно отличаются друг от друга. Ирена Тувим представила перевод в 1938 году под названием Kubuś Puchatek. В этой версии предпочтение отдавалось польскому языку и культуре, а не прямому переводу, и он был хорошо принят читателями. Второй перевод сделала Моника Адамчик-Гарбовская в 1986 году, он носил название Fredzia Phi-Phi. Он был гораздо ближе к оригиналу, но читатели и литературоведы (в том числе Роберт Стиллер и Станислав Лем) отнеслись к этому переводу крайне скептически. В частности, увидев новое имя главного персонажа, Fredzia Phi-Phi, читатели предположили, что Адамчик-Гарбовская изменила пол Пуха, используя женское имя; также им не понравились «сложные» новые имена персонажей.
В русском переводе, сделанном Борисом Заходером, книга получила название «Винни-Пух и все-все-все», количество глав увеличилось с десяти до восемнадцати (он также перевёл «Дом на Пуховой опушке» и поместил обе книги под одной обложкой).
«Винни-Пух» является «начальной» книгой в приложении Apple Books.

## Наследие
- В Варшаве существует Улица Винни-Пуха.
- В 2017 году на Санкт-Петербургском монетном дворе была отчеканена партия трёхрублёвых серебряных монет «Винни-Пух».
- В 2018 году пять оригинальных иллюстраций из книги были проданы за 917 500 фунтов стерлингов, включая карту Зачарованного леса[англ.], которая была продана за 430 000 фунтов стерлингов и установила рекорд самой дорогой книжной иллюстрации[18].

Сиквелы
Милн и Шепард после «Винни-Пуха» продолжили сотрудничество: они создали книги «Теперь нам шесть» (1927) и «Дом на Пуховой опушке» (1928). Первая была сборником стихов о Винни-Пухе; вторая — повесть в прозе, прямое продолжение приключений Пуха и его друзей (в ней появился новый персонаж — Тигра). Больше Милн никогда не написал ни одной книги о Винни-Пухе.
В 2009 году свет увидело первое после смерти Милна официальное продолжение приключений Пуха — «Возвращение в Зачарованный лес» авторства Дэвида Бенедиктуса. Потребовалось около десяти лет, чтобы согласовать выход этой книги с наследниками Милна, правообладателями его произведений. В 2016 году вышло следующее официальное продолжение — «Винни-Пух: Лучший медвежонок в мире». Это был сборник из четырёх рассказов, написанных четырьмя разными авторами, действие их происходит в четыре разные времени года.
Переход в общественное достояние
В Канаде «Винни-Пух» перешёл в общественное достояние в 2007 году. В США книга перешла в общественное достояние 1 января 2022 года. В соответствии с законами Великобритании, произведение «Винни-Пух» перейдёт в общественное достояние 1 января 2027 года, а его оригинальные иллюстрации — 1 января 2047 года.

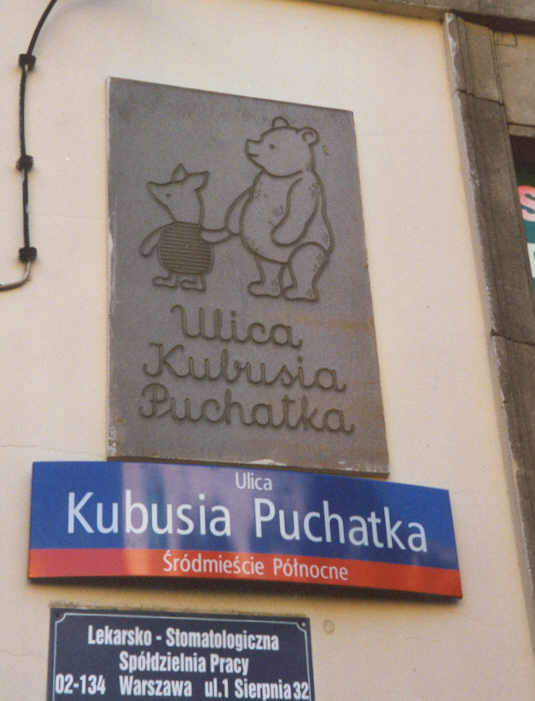
Улица Винни-Пуха (Варшава)
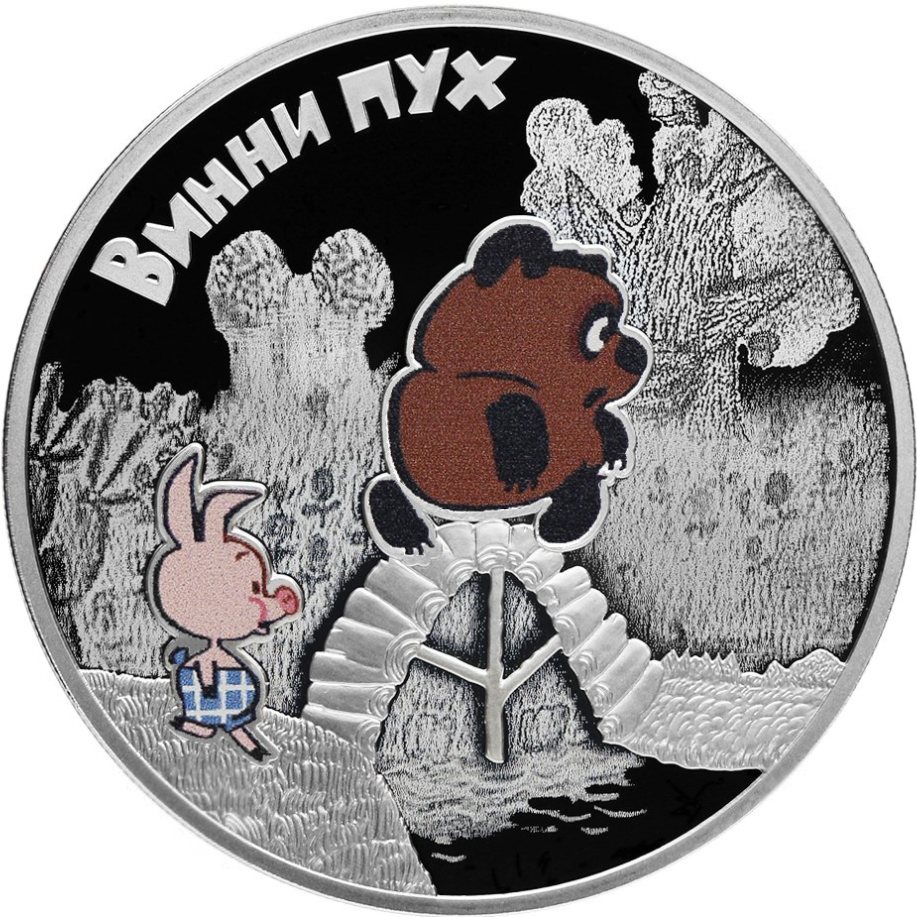
3 рубля, серебро, 2017 год, СПбМД